# Creu de Sant Jordi
La creu de Sant Jordi (en français : « croix de Saint-Georges ») est une distinction de la généralité de Catalogne créée en 1981.

## Historique
La creu de Sant Jordi a été créée par le décret 457/1981 du 18 décembre 1981 dans le but de « distinguer les personnes ou les institutions qui, par leurs mérites, ont fourni des services exceptionnels à la Catalogne dans la défense de  son identité ou, plus généralement, sur le plan civique et culturel ».

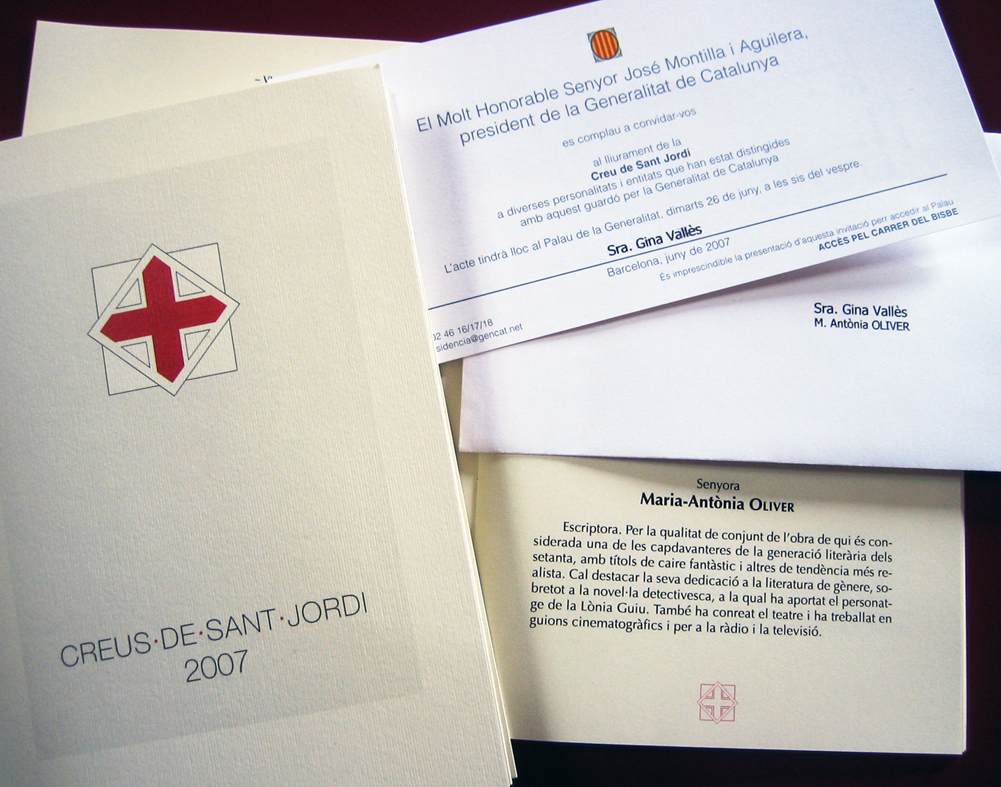
Carton d'invitation pour une remise de la creu de Sant Jordi

## Présentation
La décoration a été conçue par l'orfèvre Joaquim Capdevila. Protocolairement, elle se situe après la médaille d'or de la généralité de Catalogne.
La cérémonie de remise de la croix a lieu chaque année au musée national d'Art de Catalogne en présence du président de la généralité de Catalogne.

## Quelques récipiendaires
- Antonio Tovar (1982)
- Ermengol Passola (1984)
- Xavier Valls (1985)
- Robert Lafont (1987)
- Pierre Ponsich (1987)
- Carlos Ferrer Salat
- EINA, Centre universitaire de design et d'art de Barcelone (1987)
- Jordi Savall (1990)
- Francesco Manunta (1990)
- Xavier Cugat (1990)
- Josep Viader i Moliner (1991)
- Joan Bastardas i Parera (1991)
- Carmen Bustamante (1992)
- Rafael Alberti (1993)
- Montserrat Torrent (organiste) (1995)
- Joaquim Maluquer i Sostres (1996)
- Lluís Claret (violoncelliste) (1996)
- Michael Porter (professeur Américain) (1998)
- Maria Barbal (2001)
- Tomasa Cuevas (2004)
- Neus Català i Pallejà (2005)
- Johan Cruyff (2006)
- Marina Subirats (2006)
- Éliane Thibaut-Comelade (2009)
- Manuel Oltra i Ferrer (2010)
- Joan Vila-Grau (2010)
- Jaume Plensa (2012)
- Carme Chacón (2017)
- Lionel Messi (2019)
- Albert Peters (2019)